# Pilot (Supernatural)
Pilot is de eerste aflevering van de televisieserie Supernatural, die op 13 september 2005 in première ging op The WB Television Network. De aflevering is geschreven door Eric Kripke, de bedenker van de serie, en geregisseerd door David Nutter. Deze pilot introduceert Sam (Jared Padalecki) en Dean Winchester (Jensen Ackles). Dit zijn broers die door het hele land reizen op jacht naar bovennatuurlijke wezens. Ze gaan in deze eerste aflevering de strijd aan met een spookachtige vrouw, Constance Welch, terwijl ze op zoek zijn naar hun vermiste vader John Winchester.

## Verhaallijn
In Lawrence (Kansas)) wordt Mary Winchester op een nacht wakker van een geluid dat uit de kamer van haar zoontje Sam komt. Ze ziet een man boven zijn wieg staan en confronteert hem. Haar man John wordt gewekt door haar geschreeuw. Wanneer hij de slaapkamer binnenkomt, vindt hij zijn vrouw tegen het plafond geklemd en met een wond op haar buik. Ze barst spontaan in vlammen uit, waardoor John wordt gedwongen om het huis uit te rennen met zijn twee zoons Sam en Dean.
22 jaar later. Sam Winchester en zijn vriendin Jessica Moore vieren aan de Stanford-universiteit Sams hoge score voor de Law School Admissions Test. Later in de nacht krijgen ze onverwacht bezoek van Dean Winchester. Hij komt Sam om hulp vragen om hun vader te vinden die vermist is nadat hij op jacht ging naar een bovennatuurlijk wezen. Nadat Sam een EVP op een voicemailbericht van hun vader hoort, stemt hij ermee in om Dean te helpen bij het zoeken. De broers vertrekken naar het laatst bekende verblijfplaats van hun vader, de stad Jericho waar hij de verdwijningen van een reeks jonge mannen langs een enkele stuk weg aan het onderzoeken was. Sam en Dean ontdekken een lokale legende van een vermoord meisje dat is teruggekeerd als een moordlustig, liftend spook. Onderzoek wijst op Constance Welch, die haar dood tegemoet sprong bij een nabijgelegen brug nadat haar kinderen waren verdronken. Terwijl ze de brug surveilleren, vertelt Sam tegen Dean dat hij niet wil terugkeren naar de jacht van bovennatuurlijke wezens. Hij wijst erop dat het vinden van het monster dat hun moeder heeft gedood haar niet terug zal brengen. De twee worden onderbroken door het spook dat hen dwingt om van de brug te springen. Sam en Dean ontsnappen aan de dood. Hierna huren ze een motelkamer om bij te komen en ontdekken dat hun vader daar ook een kamer heeft gehuurd. Ze breken in in zijn kamer en vinden zijn onderzoek verspreid over de hele kamer; al zijn bevindingen wijzen op Constance die een “vrouw in het wit” blijkt te zijn.
Wanneer Dean de kamer verlaat om eten te halen, wordt hij gearresteerd door de politie die ervan overtuigd is dat hij iets te maken heeft met de verdwijningen. Op het politiebureau wordt hij geconfronteerd met Johns dagboek, en hij ziet hij het bericht "Dean 35-111" erin geschreven. Terwijl Dean wordt ondervraagd, vindt Sam de man van Constance (Steve Railsback), en komt achter de locaties van zowel haar graf als het huis waarin hun kinderen zijn verdronken. Sam leidt de politie af door een valse schietpartij door te bellen, zodat Dean kan ontsnappen van het station. Constance heeft zich echter op Sam gericht en ze probeert hem te verleiden. Ze verzoekt hem om haar naar huis te brengen. Wanneer Sam weigert neemt ze de auto in haar macht en valt ze hem aan wanneer ze aankomen bij haar oude huis. Dean dwingt haar echter om tijdelijk te verdwijnen door haar neer te schieten met steenzout. Sam maakt gebruik van de situatie om de auto het huis in te rijden. Daar wordt Constance geconfronteerd met de geesten van haar kinderen. Ze omarmen hun moeder en verdwijnen alle drie.
Dean leidt af dat Johns boodschap coördinaten zijn waar ze naartoe moeten. Sam weigert nog steeds om terug te keren naar het jagen, dus brengt Dean hem naar zijn appartement. Sam gaat op bed liggen en ziet dat Jessica is vastgemaakt aan het plafond met een wond op haar buik en barst spontaan in vlammen uit net als zijn moeder. Dean slaagt er echter nog net in om Sam uit het brandende huis te halen. Terwijl brandweerlieden het vuur in bedwang proberen te houden, besluit Sam zich bij zijn broer aan te sluiten bij het zoeken naar hun vader en het monster dat hun moeder en Jessica gedood heeft.

## Rolverdeling
| Acteur              | Personage       |
| ------------------- | --------------- |
| Jared Padalecki     | Sam Winchester  |
| Jensen Ackles       | Dean Winchester |
| Sarah Shahi         | Constance Welch |
| Adrianne Palicki    | Jessica Moore   |
| Samantha Smith      | Mary Winchester |
| Jeffrey Dean Morgan | John Winchester |
| Steve Railsback     | Joseph Welch    |
| Miriam Korn         | Rachel          |
| R.D. Call           | Sheriff         |
| Ross Kohn           | Troy Squire     |

## Muziek
- Gasoline van The Living Daylights
- What Cha Gonna Do van Classic
- Speaking In Tongues van Eagles of Death Metal
- Ramblin' Man van The Allman Brothers Band
- Back In Black van AC/DC
- Highway To Hell van AC/DC
- My Cheatin' Ways van Kid Gloves Music